# Würrich

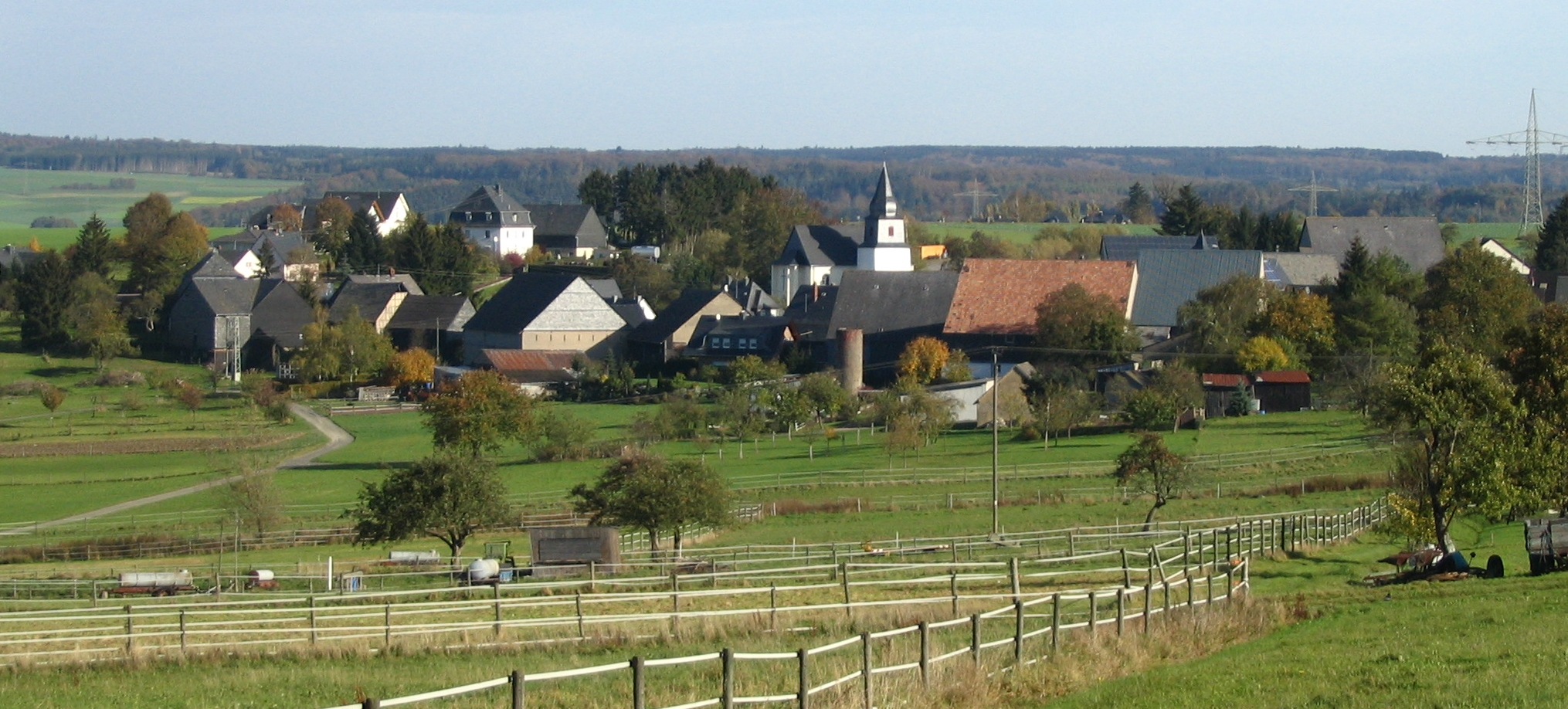
Würrich im Hunsrück aus westlicher Richtung

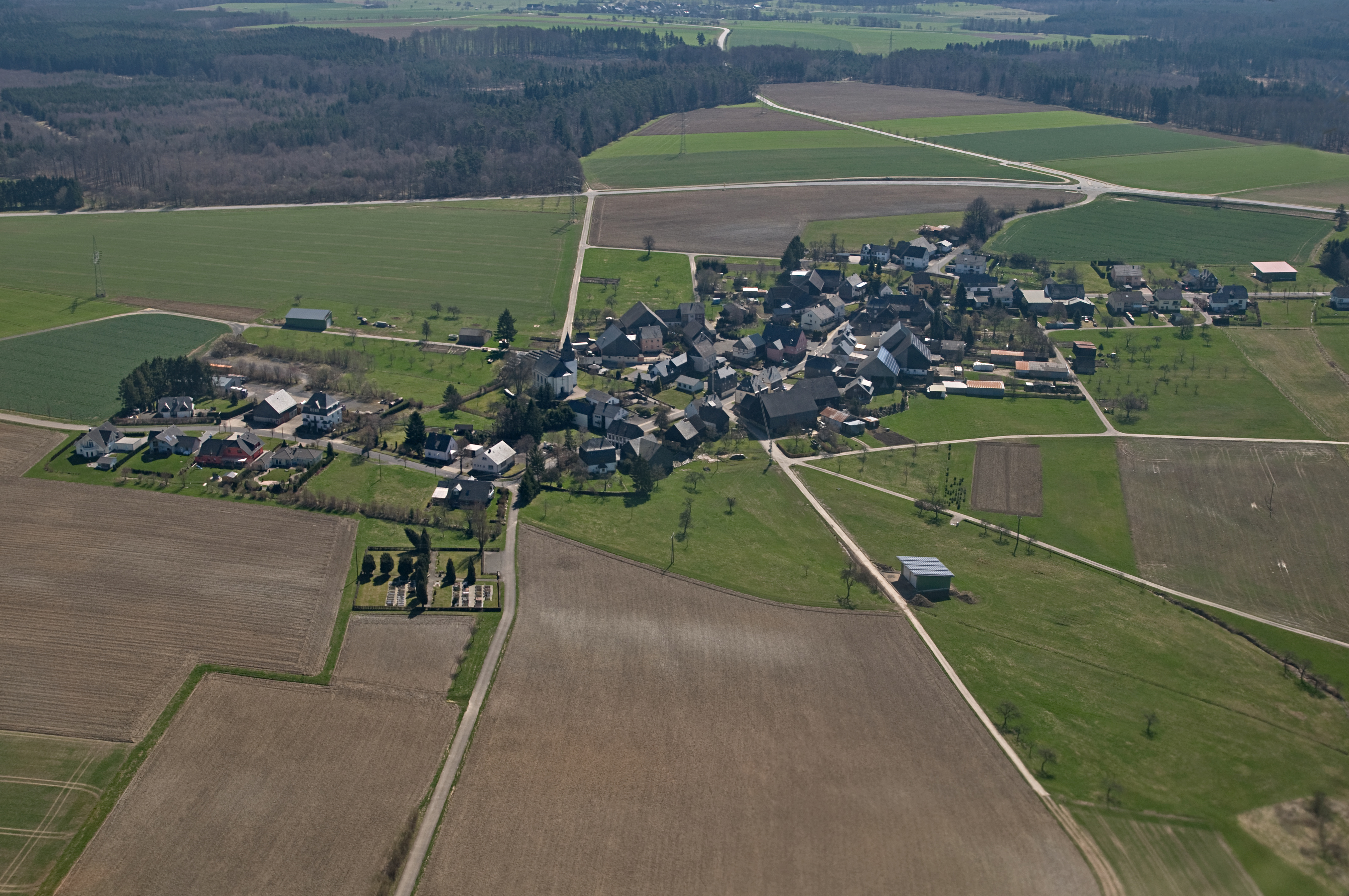
Blick aus dem Linienflugzeug auf Würrich (April 2010)

Würrich ist eine Ortsgemeinde im Rhein-Hunsrück-Kreis in Rheinland-Pfalz. Sie gehört der Verbandsgemeinde Kirchberg (Hunsrück) an.

## Geographie
Würrich liegt zentral im Hunsrück, direkt an der Hunsrückhöhenstraße, die hier über die Landesstraße 193 geführt wird, und in unmittelbarer Nachbarschaft des Flugplatzes Frankfurt-Hahn.
Nachbarorte von Würrich sind die Ortsgemeinden Belg im Nordosten, Schwarzen im Südosten, Bärenbach im Süden, Hahn im Südwesten und das bereits zum Landkreis Cochem-Zell gehörende Altlay im Nordwesten.

## Geschichte
Der Ort wurde im Jahr 1295 erstmals urkundlich erwähnt und war im Besitz der Grafen von Sponheim. Um das Jahr 1310, nach neueren Erkenntnissen des Landeshauptarchivs Koblenz wohl 1330–1335, wird der Ort unter den Namen Werche und Werreche im Sponheimischen Gefälleregister der Grafschaft Sponheim erwähnt. Bereits 1317 wurde in Würrich eine Kapelle genannt. 1437 fiel der Ort den Markgrafen von Baden und den Pfalzgrafen bei Rhein zu, die als Gemeinsherren Belg und Würrich verwalteten. 1708 kam es zur Teilung des Herrschaftsgebietes, Belg und Würrich wurden dem Markgrafen von Baden zugeteilt.
Mit der Besetzung des Linken Rheinufers 1794 durch französische Revolutionstruppen wurde der Ort französisch, 1815 wurde er auf dem Wiener Kongress dann dem Königreich Preußen zugeordnet. In der Flur „Auf der Acht“ wurde 1870 ein römischer Gutshof entdeckt.
Nach dem Ersten Weltkrieg zeitweise wieder französisch besetzt, und nach dem Zweiten Weltkrieg der französischen Besatzungszone zugeordnet, ist der Ort seit 1946 Teil des damals neu gebildeten Landes Rheinland-Pfalz.
Das ehemalige Schulhaus von Würrich wurde 1996 am Originalstandort abgebaut und im Volkskunde- und Freilichtmuseum Roscheider Hof wieder errichtet. Im Mai 2000 konnte Richtfest gefeiert werden. Danach diente das Haus zur Demonstration des Fachwerkbaus und für entsprechende Schulklassenprojekte. Nach weiteren Umbauten wurde das Haus 2008 für das allgemeine Publikum geöffnet.
Statistik zur Einwohnerentwicklung
Die Entwicklung der Einwohnerzahl der Gemeinde Würrich, die Werte von 1871 bis 1987 beruhen auf Volkszählungen:
| Jahr | Einwohner |
| ---- | --------- |
| 1815 | 184       |
| 1835 | 227       |
| 1871 | 194       |
| 1905 | 175       |
| 1939 | 172       |
| 1950 | 184       |
| 1961 | 178       |

| Jahr | Einwohner |
| ---- | --------- |
| 1970 | 185       |
| 1987 | 171       |
| 1997 | 154       |
| 2005 | 164       |
| 2011 | 150       |
| 2017 | 158       |
| 2024 | 162       |

## Religion
Zur Evangelischen Kirchengemeinde Würrich gehören neben dem Hauptort noch Altlay, Belg, Rödelhausen, Peterswald-Löffelscheid, Hahn und die Briedeler Siedlung Briedeler Heck. Die Fusion mit der Kirchengemeinde Hahn und ihrem Filialdorf Briedeler Heck erfolgte 1978.

## Politik

### Gemeinderat
Der Gemeinderat in Würrich besteht aus sechs Ratsmitgliedern, die bei der Kommunalwahl am 9. Juni 2024 in einer Mehrheitswahl gewählt wurden, und der ehrenamtlichen Ortsbürgermeisterin als Vorsitzender.

### Bürgermeister
Simone Roßkopf wurde am 29. Juli 2024 Ortsbürgermeisterin von Würrich. Da für die Direktwahl am 9. Juni 2024 kein Wahlvorschlag eingereicht wurde, oblag die Neuwahl des Bürgermeisters gemäß rheinland-pfälzischer Gemeindeordnung dem Rat, der sich auf seiner konstituierenden Sitzung einstimmig für Simone Roßkopf entschied.
Roßkopfs Vorgänger Elmar Herberts hatte das Amt 30 Jahre ausgeübt und kandidierte bei der Wahl 2024 nicht mehr als Ortsbürgermeister, wurde aber zum Ersten Beigeordneten der Gemeinde gewählt.

### Wappen
| Wappen von Würrich | Blasonierung: „In Blau eine eingeschweifte silberne Spitze, darin eine blaue Kirche mit goldener Tür und goldenem Schallloch; vorn eine goldene ausgerissene Eiche, hinten drei goldene Ähren.“ |
| Wappen von Würrich | Wappenbegründung: Das Gotteshaus weist auf die in der Gemeinde stehende Kirche hin, deren geschweifter Helm im 18. Jahrhundert entstand. Eine Kapelle im Ort wird bereits 1317 genannt. Der Eichbaum versinnbildlicht den Waldreichtum der Gemeinde, die Ähren symbolisieren die Landwirtschaft, die den Ort über Jahrhunderte geprägt hat. |

## Kultur und Sehenswürdigkeiten
In der Denkmalliste des Landes Rheinland-Pfalz (Stand: 2023) ist die evangelische Kirche in der Dorfstraße als Gesamtanlage, bestehend aus dem 1887/88 errichteten Saalbau, dem ehemaligen Chorturm aus der zweiten Hälfte des 13. Jahrhunderts und dem Friedhof, als Kulturdenkmal ausgewiesen.